# Maura Estrada
Maura Estrada Mansilla (17 de febrero de 1957 -24 de julio de 2015), fue una abogada, notaria, funcionaria y política guatemalteca.
Fue diputada de 2008 al 2012 y funcionaria pública en Aprofam, el Ministerio Público y Ministerio de Agricultura, Ganadería y Alimentación de Guatemala. Perteneciente al Unión del Cambio Nacional.
Falleció el 17 de febrero de 1957 a los 58 años. 